# 克勒里
克勒里（法語：Cleurie，法語發音：[klœʁi] ⓘ）是法国大東部大區孚日省的一个市镇，属于埃皮纳勒区。

## 地理
克勒里（48°3'3"N, 6°40'33"E）面积11.04 平方千米，位于法国大東部大區孚日省，该省份为法国东北部内陆省份，北起默兹省和默尔特-摩泽尔省，西接上马恩省，南至上索恩省和贝尔福地区省，东临上莱茵省和下莱茵省。
与克勒里接壤的市镇（或旧市镇、城区）包括：圣阿梅、圣艾蒂安-莱勒米尔蒙、勒桑迪卡、唐东、勒托利、拉福尔日。

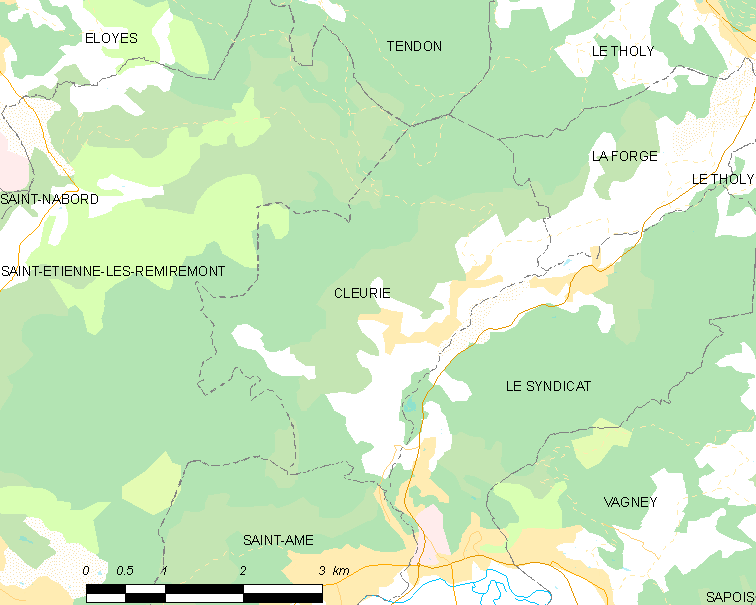
克勒里的OSM定位图

克勒里的时区为UTC+01:00、UTC+02:00（夏令时）。

## 行政
克勒里的邮政编码为88120，INSEE市镇编码为88109。

## 政治
克勒里所属的省级选区为勒米尔蒙县。

## 人口

1962-2008年间克勒里人口变化图示

克勒里于2022年1月1日时的人口数量为648人。